# Carcinus
Carcinus – rodzaj skorupiaków dziesięcionogich z rodziny Carcinidae, obejmujący 2 gatunki:
- Carcinus aestuarii (Nardo, 1847)
- Carcinus maenas – raczyniec jadalny (Linnaeus, 1758)